# Тарумаэ
Тарума́э (яп. 樽前山) — вулкан на японском острове Хоккайдо, на берегу озера Сикоцу, неподалёку от города Томакомай.
Высота пика составляет 1041 метров. В настоящее время вулкан является слабо активным — последнее извержение произошло в 1982 году. Извержения фиксировались в 1667, 1739, 1919-21, 1923, 1926, 1933, 1936, 1944, 1951, 1953-55 и 1978 годах.